# خیشیگ-اوندور
خیشیگ-اوندور (به لاتین: Khishig-Öndör) یک منطقهٔ مسکونی در مغولستان است که در استان بولگن واقع شده‌است.